# 凯瑟琳·米德
凯瑟琳·米德（英語：Kathryn Mead，1977年2月14日—），新西兰女子射击运动员。她曾代表新西兰参加2002年和2006年英联邦运动会射击比赛，其中2006年英联邦运动会获得一枚铜牌。